# Угодичская волость
Угодичская волость — административно-территориальная единица в составе Ростовского уезда Ярославской губернии Российской империи. Административный центр — село Угодичи.

## География
Угодичская волость (по данным 1885 г.) — располагалась по обе стороны Ростово-Суздальского тракта Ростовского уезда Ярославской губернии: границы ее с севера составляла Сулостская волость, с запада Нажеровская волость, с юга Щадневская и Воржская волости, с востока — озеро Неро.
Площадь волости была равна 9911 десятинам; надельной земли — 8763 десятины, в том числе 869 десятин леса; все земли на каждую ревизскую душу причиталось 3,02 десятины, из которой на долю пашни приходилось 1,5 десятины. Почва в волости частью чернозёмная, а частью песчаная и болотистая.

## История
Угодичская волость, как и большая часть волостей Российской Империи, была образована после реформы 1861 г. в составе Ростовского уезда Ярославской губернии.
На 1885 г. Угодичская волость состояла из 21 селения, составлявших семь сельских сообществ: Воскресенское, Никоновское, Сверчковское, Скнятиновское, Селецкое, Трясловское и Угодичское; всего 3045 ревизских душ мужского пола, из которых каждая ежегодно платила всякого рода повинностей до 7 р. 25 коп., а по семейным спискам считалось 3802 души мужского пола, 4084 души женского пола, итого 7886 душ:
1. Воскресенское, село (в настоящее время не существует);
2. Гологузово, деревня, приход церкви с. Якимовского;
3. Горки, деревня, приход церкви с. Якимовского (в настоящее время не существует);
4. Якимовское, село;
5. Высоково, деревня, приход церкви с. Никонова;
6. Иконницы, деревня, приход церкви с. Никонова (в 1965 г. переименована в Разлив);
7. Никоново, село;
8. Городец, деревня, приход церкви с. Якимовского (в настоящее время не существует);
9. Огрызково, деревня, приход церкви с. Никольского-Титова (в настоящее время не существует);
10. Починок, деревня, приход церкви с. Никонова (в настоящее время не существует);
11. Сверчково, деревня, приход церкви с. Якимовского (в настоящее время не существует);
12. Елизарово, деревня, приход церкви с. Якимовского (в настоящее время не существует);
13. Заречье, деревня, приход церкви с. Филиппова гора;
14. Скнятиново, село;
15. Филиппова гора, село (ныне не существует);
16. Борисовское, деревня, приход церкви с. Сельца;
17. Сельцо, село;
18. Воробылово, деревня, приход церкви с. Угодич;
19. Тряслово, деревня, приход церкви с. Угодич;
20. Уткино, деревня, приход церкви с. Угодич;
21. Угодичи, село (волостной центр)[1].

В 1923 году Угодичская волость состояла из 23 населенных пунктов: Борисовское, Воробылово, Воскресенское, Высоково, Гологузово, Горка, Городец, Елизарово, Заречье, Иконницы, Лазарцево-Скоропейкино, Огрызково, Починок, Никоново, Сверчково, Сельцо, Скнятиново, Тряслово, Уткино, Федоровское, Филиппова гора, Угодичи, Якимовское.
В декабре 1923 г. в ходе укрупнения волостей, в состав Угодичской волости вошли отдельные населенные пункты из Воржской, Сулостской и Щадневской волостей Ростовского уезда Ярославской губернии. После укрупнения волость состояла из семи сельсоветов, включавших в себя 38 населенных пунктов:
1. Васильковский сельсовет: Васильково, Выползово, Сверчково, Юрьевское;
2. Воржский сельсовет: Ангелово, Воржа, Уткино, Чучеры, Шестаково;
3. Воробыловский сельсовет: Воробылово, Тряслово, Угодичи;
4. Лазарцевский сельсовет: Благовещенская гора, Вязовка, Лазарцево, Никольское-Ошанское, Ново-Ошанское, Новоселка, Орьково, Якунино;
5. Сверчковский сельсовет: Гологузово, Горка, Городец, Огрызково, Сверчково, Федоровское, Якимовское;
6. Сулостский сельсовет: Борисовское, Дуброво, Петрушино, Сельцо, Сулость, Хожино;
7. Филиппогорский сельсовет: Воскресенское, Елизарово, Заречье, Скнятиново, Филиппова гора.

В это же время четыре населенных пункта Угодичской волости переданы в Нажеровскую волость Ростовского уезда:
1. д. Высоково и д. Иконницы переданы в Мирославский сельсовет;
2. с. Никоново и д. Починок переданы в Мосейцевский сельсовет.

В 1929 году Угодичская волость была ликвидирована и вошла в состав Ростовского района.